# Pituicito
Se les llama pituicitos ( pitui- de pituitaria y el sufijo -cito) a un tipo de células gliales similares a los astrocitos del sistema nervioso central, que se encuentran en la parte nerviosa de la hipófisis, llamada neurohipófisis. Constituyen el andamiaje de sostén del tejido nervioso y procesos neuronales. Además se trata de células que tienen el marcador GFAP.
Los pituicitos son la estructura más fácilmente identificable en la neurohipófisis, ocupando un 25% de su volumen, con un cuerpo fusiforme y tinción fuerte de color púrpura. Contienen vesículas de lípidos, pigmento lipocromo y filamentos intermedios en su citoplasma, además de múltiples prolongaciones citoplásmicas que están en contacto entre ellas formando uniones herméticas.